# Kalser Tal
Das Kalser Tal ist ein Seitental des Iseltals in Osttirol. Es liegt vollständig auf dem Gemeindegebiet von Kals am Großglockner und wird vom Kalserbach durchflossen. Zur Erschließung des Tals wurde zwischen 1912 und 1927 die Kalser Straße errichtet.

## Geographie
Das Kalser Tal beginnt an der Einmündung des Kalserbaches in die Isel unterhalb des Weilers Unterpeischlach. Danach verläuft es in nordnordöstlicher Richtung, wo von Süden nach Norden die Fraktionen Unter- und Oberpeischlach, Staniska,  Haslach sowie Arnig liegen. Bei Lesach öffnet sich schließlich das Kalser Tal zu einem Talkessel, in dem sich die Fraktionen Lesach, Lana, Ködnitz, Großdorf, Glor und Burg befinden. Beim Weiler Taurer endet schließlich das Kalser Tal und geht in das Kalser Dorfertal über.
Das Teischnitztal und das Ködnitztal sind Seitentäler des Kalser Tals.